# Aeroportul Bauru-Arealva
Aeroportul Bauru-Arealva (IATA: JTC, ICAO: SBAE) este un aeroport din Arealva, São Paulo, Brazilia ce deservește zona Bauru. Aeroportul a fost tranzitat în 2022 de 80.578 de pasageri. A fost numit după zona deservită.
Situat la o altitudine de 594 m, aeroportul dispune de 1 pistă. Este operat de Departamento Aeroviário do Estado de São Paulo⁠(d).

## Infrastructură

### Piste
Aeroportul dispune de o singură pistă. Pista 17/35 are suprafața de asfalt și dimensiunile 2.010 m × 45 m. 